# Ernest Victor Tweedy
Ernest Victor Tweedy (* 6. Dezember 1901 in Newcastle; † 27. September 1965 in Melbourne) war ein australischer römisch-katholischer Geistlicher und Erzbischof von Hobart.
Seine Ausbildung absolvierte Tweedy im Priesterseminar von Saint Columba in Springwood und am College  Propaganda Fide in Rom.
Wilhelmus Marinus van Rossum, Kardinalpriester von Santa Croce in Gerusalemme (Rom), weihte ihn am 20. Dezember 1925 in Rom zum Priester für das Bistum Maitland. Papst Pius XII. ernannte ihn am 17. Dezember 1942 zum Erzbischof von Hobart. Giovanni Panico, Apostolischer Delegat in Australien, Neuseeland und Ozeanien, weihte ihn am 7. März 1943 zum Bischof. Mitkonsekratoren waren Edmund John Aloysius Gleeson, Bischof von Maitland, und Thomas Absolem McCabe, Bischof von Port Augusta. Am 20. September 1955 nahm Papst Pius XII. seinen Rücktritt als Bischof an und ernannte ihn zum Titularerzbischof pro hac vice von Assuras. Gleichzeitig folgte ihm Guilford Clyde Young als Erzbischof nach.